# Vuelo 8 de Reeve Aleutian Airways
El vuelo 8 de Reeve Aleutian Airways era un vuelo nacional americano de Cold Bay, Alaska a Seattle, Washington el 8 de junio de 1983. Poco después de despegar, el Lockheed L-188 Electra de Reeve Aleutian Airways viajaba sobre el Océano Pacífico, cuando una de las hélices se separó de su motor y golpeó el fuselaje, dañando los controles de vuelo. Los pilotos pudieron hacer un aterrizaje de emergencia exitoso en el Aeropuerto Internacional de Anchorage; ninguno de los quince pasajeros ni la tripulación a bordo resultaron heridos en el incidente.

## Avion
La aeronave implicada en el incidente era un Lockheed L-188C Electra, propulsado por cuatro motores turbohélice, con número de serie de fabricante 2007 y matrícula N1968R. Se había entregado a Qantas en 1959 como VH-ECC. En 1968, después del servicio con otras aerolíneas, incluidas Air New Zealand como ZK-CLX y California Airmotive Corporation, el avión se vendió a Reeve Aleutian. Había volado aproximadamente 33.000 horas en servicio en el momento en que ocurrió el accidente.

## Detalles

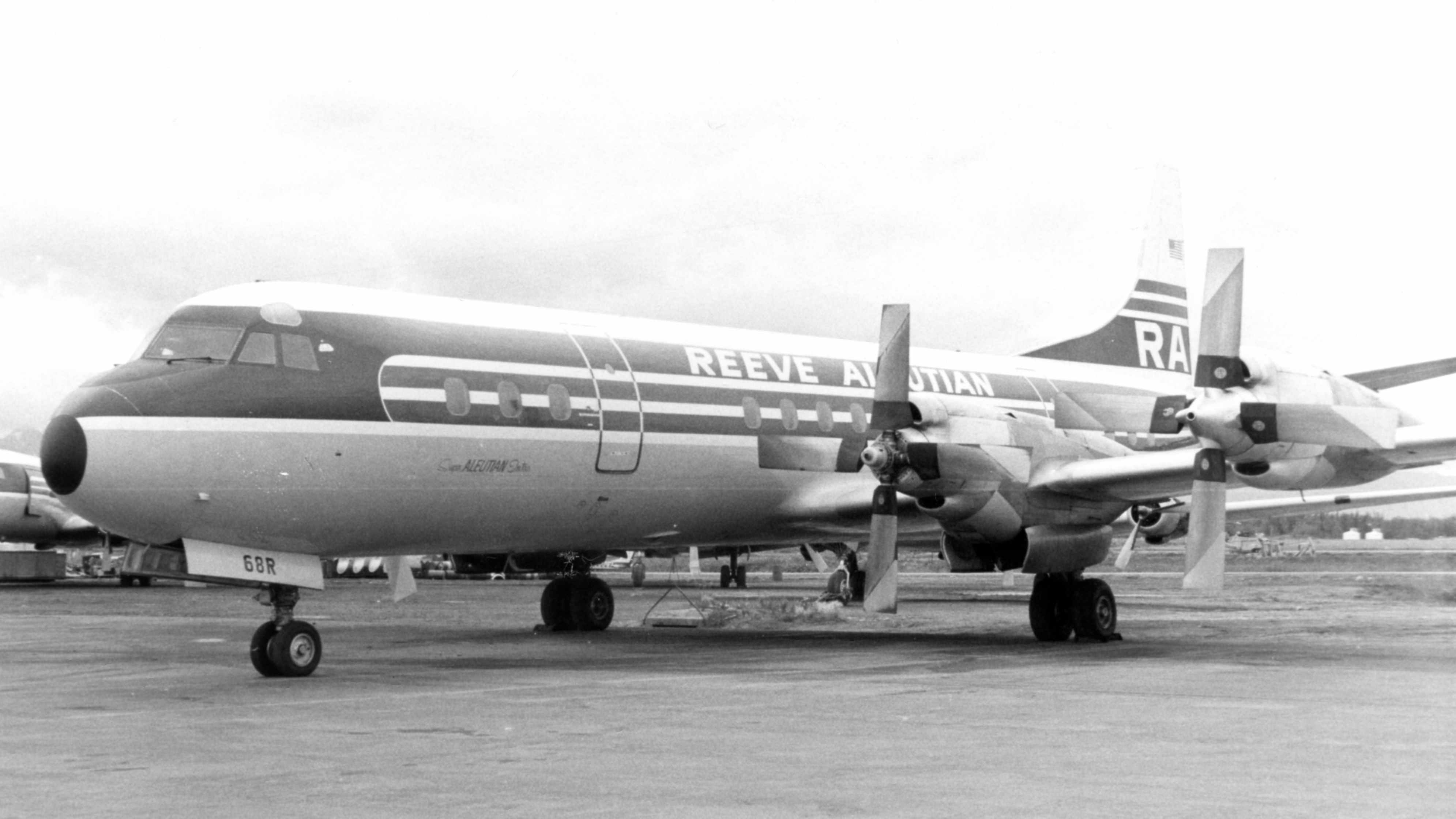
El avión accidentado en 1972.

Apenas después del despegue del aeropuerto de Cold Bay, en la península de Alaska para un vuelo a través del norte del Océano Pacífico a Seattle, Washington, con 10 pasajeros, el equipo de Electra notó una vibración inusual en el avión, pero no pudo aislar la fuente. A medida que el avión subía de FL190 (aproximadamente 5.800 m) a FL250 (aproximadamente 25.000 pies), el ingeniero de vuelo salió de la cabina para comprobar visualmente los motores de la cabina de pasajeros, pero no vio nada anormal. La auxiliar de vuelo entró en la cabina para hablar de la vibración, que repentinamente aumentó de intensidad cuando regresó a la cabina. Miró por la ventana justo a tiempo para ver la hélice del motor N º 4 (el motor fuera de borda en el ala derecha) desprenderse y volar girando bajo el fuselaje. La hélice rasgó un corte de 8 pies (2.4 m) de largo en el vientre de la aeronave, causando la despresurización de la cabina y atascando los controles de vuelo y del acelerador del motor. Los pilotos consiguieron controlar el avión usando el piloto automático y desviando el avión a Anchorage. Con los controles del acelerador del motor atascados a la potencia del crucero, al acercarse a la tierra, la tripulación pudo hacer que el avión descendiera y subiera después de cerrar el motor N.º 2 (el interior izquierdo) en combinación con bajar y subir el tren de aterrizaje.
El Electra aterrizó con seguridad en el aeropuerto internacional de Anchorage, incluso con la pérdida de casi todos los controles de vuelo. La tripulación tuvo que cerrar todos los motores una vez que el avión estaba en el suelo con el fin de ayudar a detenerlo; un neumático sopló hacia fuera y los frenos se prendieron en fuego. Nadie resultó herido cuando la hélice golpeó el fuselaje o durante el aterrizaje de emergencia. El capitán, James Gibson, de 54 años y con 5.700 horas de experiencia en el vuelo de Electras, fue honrado por el exitoso aterrizaje en una reunión con el presidente Ronald Reagan en la Casa Blanca. La Asociación Internacional de Pilotos de Líneas Aéreas también honró al capitán Gibson, al primer oficial Gary Lintner y al ingeniero de vuelo Gerald Moose Laurin en 1983 con su Premio Superior de Aviación. Como la hélice cayó en el Océano Pacífico y nunca se recuperó para su examen, la razón de su separación es desconocida.

## Después del incidente
Tras el accidente, la aeronave fue reparada y devuelta al servicio. N1968R no se registró en 2001 y se exportó a Canadá como C-GHZI, donde se utilizó como embarcación de extinción de incendios. Continuó en esta función, a partir de agosto de 2020, operando como Air Spray 484, lanzando retardante en incendios forestales en el norte de California. Regresó a su base en Alberta, Canadá, el 28 de agosto de 2020. Todavía como C-GHZI, el L-188 estaba en condiciones de volar y en servicio en junio de 2022. Actualmente tiene 65 años. 
La aerolínea continuó con las operaciones de vuelo después del accidente, pero comenzó a sucumbir a problemas financieros a principios de la década de 1990. Reeve Aleutian Airways cesó sus operaciones el 5 de diciembre de 2000.

## Galería

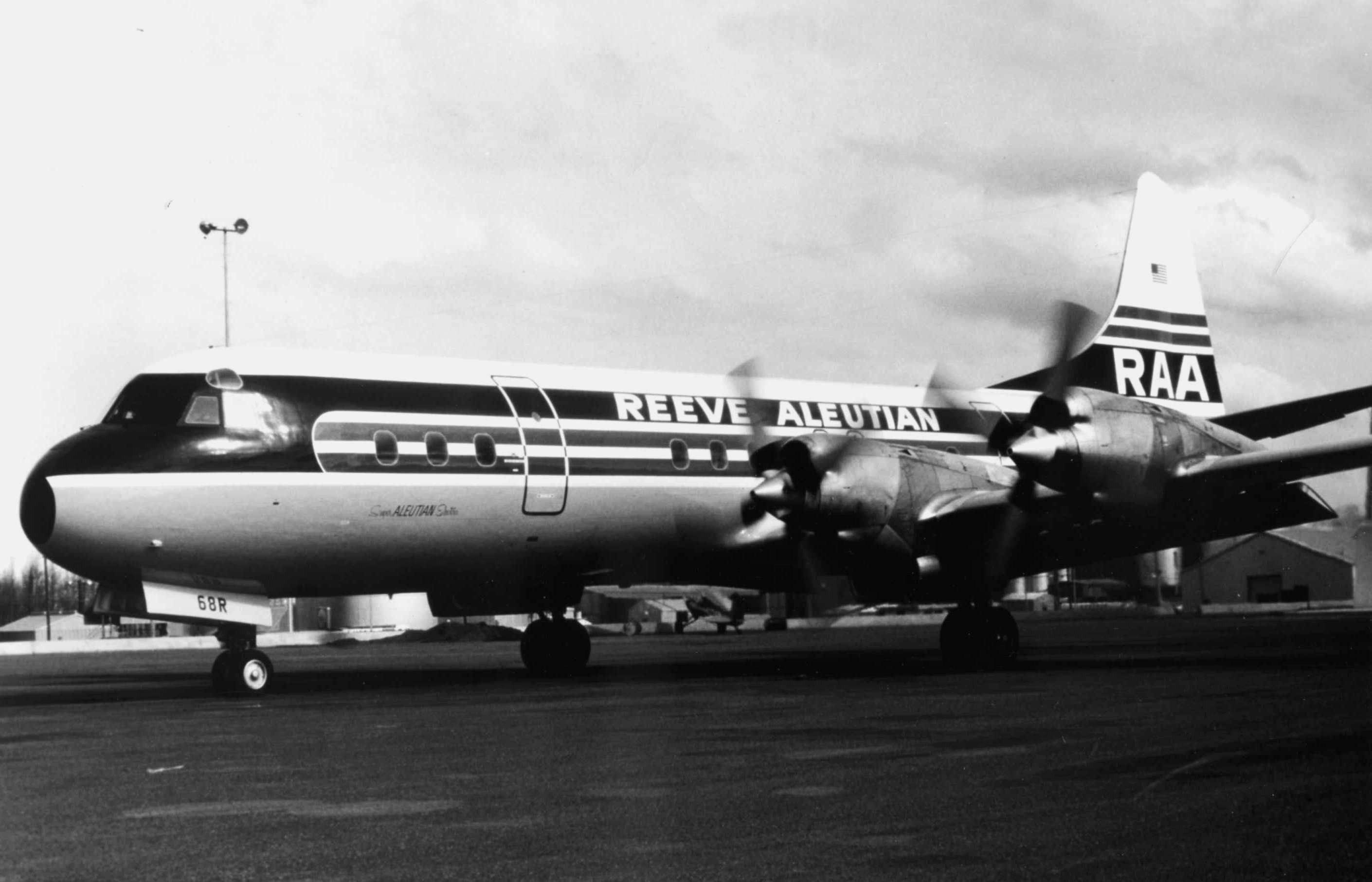
El avión involucrado en el accidente.
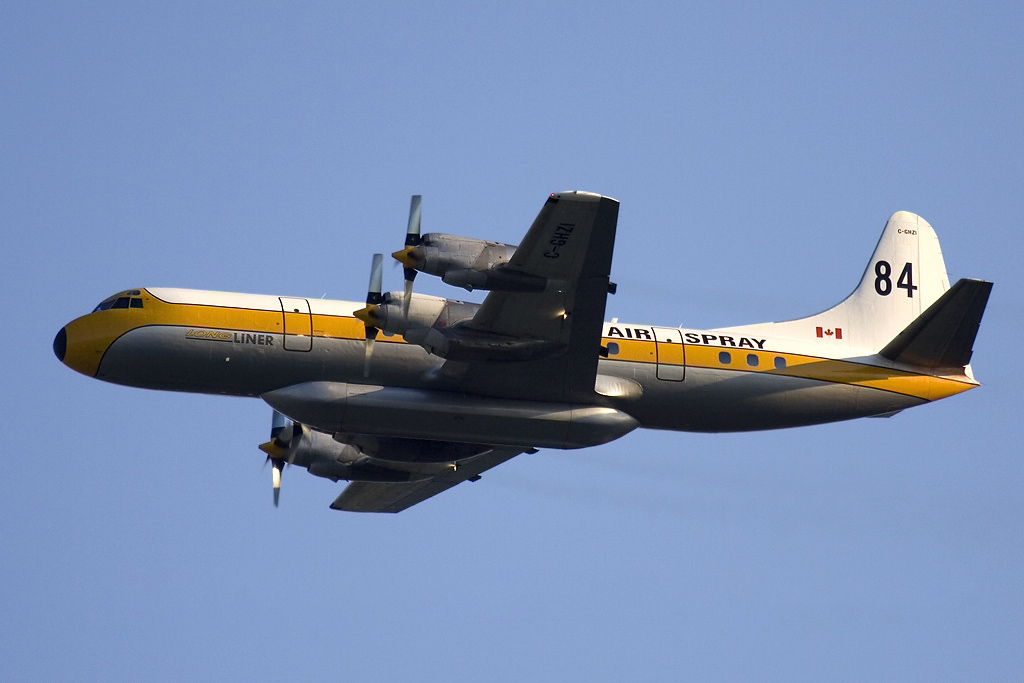
El avión involucrado en el accidente, fotografiado en julio de 2007, en servicio con su actual operador Air Spray.